# Sorex bairdi
Sorex bairdi és una espècie de mamífer de la família de les musaranyes (Soricidae) endèmica del nord-oest d'Oregon, als Estats Units. L'espècie fou anomenada en honor de l'ornitòleg estatunidenc Spencer Fullerton Baird.